# تئو لینگن
تئو لینگن (آلمانی: Theo Lingen؛ ۱۰ ژوئن ۱۹۰۳ – ۱۰ نوامبر ۱۹۷۸) یک کارگردان، هنرپیشه و نویسنده اهل آلمان بود. وی بین سال‌های ۱۹۲۹ تا ۱۹۷۸ میلادی فعالیت می‌کرد.
از فیلم‌هایی که وی در آن نقش داشته است، می‌توان به ام، هایدی، پریمیر، خیمه‌شب‌بازی، قلبم تو را می‌خواند و سپاسگزار، بانو اشاره کرد.